# District de Long Phú
Long Phú est un district de la province de Sóc Trăng dans le delta du Mékong au sud du Viêt Nam. 

## Géographie
La superficie de Long Phú est de 442 km2. 
Le chef-lieu du district est Long Phú.